# Arm und Reich (Diamond)
Arm und Reich – Die Schicksale menschlicher Gesellschaften (engl. Guns, Germs, and Steel: The Fates of Human Societies) ist der Titel eines Sachbuchs des US-amerikanischen Autors Jared Diamond, das 1998 mit dem Pulitzer-Preis ausgezeichnet wurde.

## Grundthese
Der Autor entwickelt in dem Werk die umfassende Theorie eines geographischen Determinismus. Ausgangspunkt dabei ist die Frage, warum menschliche Gesellschaften, die vor rund 13.000 Jahren allesamt als Jäger und Sammler lebten, sich seitdem höchst unterschiedlich entwickelt haben. Es wird dabei betont, dass es keinesfalls überlegene und untergeordnete Rassen gebe, sondern einzig unterschiedliche Voraussetzungen bezüglich Geographie, Klima, Flora und Fauna der Erdteile die Entwicklungsunterschiede erklären.

## Entwicklungsvoraussetzungen in Eurasien
Die Entstehung von Ackerbau und Viehzucht in Mesopotamien war demnach möglich, weil in dieser damals gemäßigten Klimazone mit ausgeprägten Jahreszeiten eine Reihe von domestizierbaren Wildpflanzen wie Erbsen, Weizen und Gerste wuchsen, deren relativ große Früchte und Körner aufgrund der Überwinterungsfähigkeit der Spezies lange aufbewahrt werden konnten. Ähnlich günstige Voraussetzungen bestanden für die Domestizierung größerer Säugetiere, insbesondere für die von Rindern und Pferden, die neben ihrer Funktion als Milch- und Fleischlieferanten auch als Zug- und Transporttiere eingesetzt werden konnten.
Dies ermöglichte die Erwirtschaftung eines Nahrungsmittelüberschusses, der wiederum einen Bevölkerungsanstieg, die Entstehung von Sesshaftigkeit, Handwerk, Innovationen und Technologien wie der Metallbearbeitung und arbeitsteiligen Gesellschaften ermöglichte. Das führte zur Entwicklung von Städten, was seinerseits komplexe politische Systeme, gesellschaftliche Hierarchien, Verwaltung und die Entwicklung der Schrift nach sich zog. Die größere Anzahl an Menschen, verbunden mit überlegener Waffentechnik und besserer Organisation führte zur Verdrängung oder Anpassung benachbarter Jäger- und Sammlergesellschaften. Die zusammenhängende Landmasse Eurasiens, mit ähnlichen Klimazonen und ohne größere, unumgehbare geographische Barrieren wie Wüsten und Gebirge ermöglichte eine rasche Ausdehnung dieser Errungenschaften sowohl in westlicher als auch in östlicher Richtung.
Das Zusammenleben vieler Menschen und Tiere auf engem Raum wiederum ermöglichte das Entstehen von Seuchen wie Pocken, Pest und Tuberkulose, deren Erreger alle ursprünglich von Tieren auf den Menschen übertragen wurden. Diese Voraussetzungen waren in Jäger- und Sammlergesellschaften nicht gegeben. Über die Jahrtausende hinweg jedoch entwickelten sich bei den eurasischen Gesellschaften Resistenzen gegen diese Epidemien.
Die fragmentierte Geographie Europas verhinderte, anders als in China, die Entstehung größerer Reiche und führte zu einer Konkurrenz, die wiederum die Entwicklung der Waffentechnik und politischer Systeme begünstigte.

## Entwicklungsvoraussetzungen in anderen Erdteilen

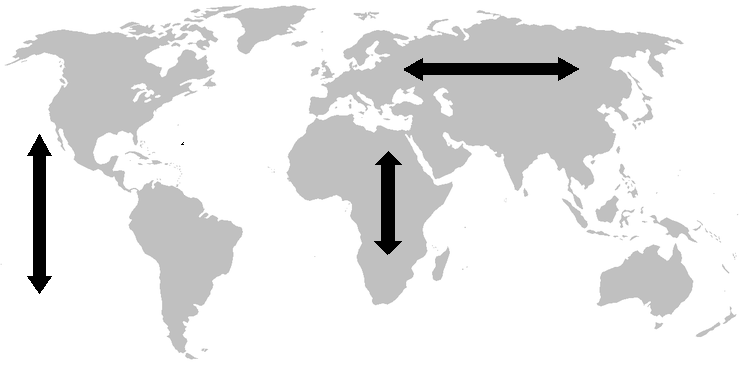
Ausrichtung der Kontinente

Viele dieser Voraussetzungen waren in anderen Erdteilen nicht oder nur teilweise gegeben, so dass sich entsprechende Entwicklungen außerhalb der eurasischen Landmasse gar nicht oder nur langsamer und ineffizienter vollzogen. So wurden beispielsweise domestizierbare Tiere in Nordamerika durch steinzeitliche Jäger ausgerottet. Die Nord-Süd-Ausrichtung und die Geographie des amerikanischen Kontinents wiederum verhinderte die Verbreitung von domestizierten Pflanzen aus gemäßigten Breitengraden, da tropische Zonen, der Isthmus von Panama und die Wüsten im Süden Nordamerikas als natürliche Barrieren wirkten. In den anderen Erdteilen wie etwa Afrika und Australien fehlten Grundvoraussetzungen von vornherein, wie etwa das Vorhandensein domestizierbarer Tiere, gepaart mit ungünstigen geographisch-klimatischen Bedingungen (Australien) und der nachteiligen Nord-Süd-Achse mit dazwischenliegenden Tropenzonen (Afrika).

## Dominanz westlicher Gesellschaften
Als ab dem 15. Jahrhundert Europäer die nicht-eurasischen Erdteile systematisch erkundeten und besiedelten, verfügten sie über eine stark überlegene Kriegstechnik und politische Organisation, die ihnen die rasche Unterwerfung einheimischer Gesellschaften ermöglichte. So wurde etwa das Inka-Reich in kurzer Zeit von nur 160 Spaniern vernichtet.
Diamond führt aus, dass es neben der überlegenen Waffentechnik insbesondere die von den Europäern eingeschleppten Krankheiten waren, die oftmals über 90 Prozent der einheimischen Bevölkerung auslöschten, so dass Keime faktisch zum wichtigsten Faktor bei der Unterwerfung und Dezimierung indigener Völker wurden. Bis auf wenige Ausnahmen konnten wiederum Krankheitserreger der unterworfenen Erdteile bei den Invasoren nicht den gleichen Effekt erzielen, da diese in ihrer Entwicklungsgeschichte ungleich stärkere Resistenzen entwickeln konnten.

## Ausgaben
- Arm und Reich. Die Schicksale menschlicher Gesellschaften. S. Fischer, Frankfurt am Main 1998, (übers. von Volker Englich) ISBN 3-10-013903-8.
- Arm und Reich. Die Schicksale menschlicher Gesellschaften. Fischer-Taschenbuch-Verlag, Frankfurt am Main 2002, ISBN 3-596-14967-3.
- Arm und Reich. Die Schicksale menschlicher Gesellschaften. Erweiterte Neuausgabe. Fischer-Taschenbuch-Verlag, Frankfurt am Main 2011, ISBN 3-596-17214-4.
- Guns, germs and steel. The fates of human societies. Verlag Norton, New York 1997, ISBN 0-393-03891-2.
- Guns, germs and steel. The fates of human societies – with a new chapter on Japan. Verlag Norton, New York 2005, ISBN 0-393-06131-0.